# Marion Vanderhoef
Marion Wyckoff Vanderhoef, ameriška tenisačica, * 6. december 1894, New York, ZDA, † 9. junij 1985, New London, Connecticut, ZDA.
Največji uspeh v karieri je dosegla leta 1917, ko se je uvrstila v finale turnirja za Nacionalno prvenstvo ZDA v posamični konkurenci, kjer jo je v treh nizih premagala Molla Bjurstedt.

## Finali Grand Slamov

### Posamično (1)

#### Porazi (1)
| Leto | Turnir                   | Nasprotnica v finalu | Rezultat finala |
| 1907 | Nacionalno prvenstvo ZDA | Molla Bjurstedt      | 6–4, 0–6, 2–6   |